# Елисич, Горан
Горан Елисич (серб. кир. Горан Јелисић; род. 7 июня 1968, Биелина, Босния и Герцеговина) — боснийский серб, бывший офицер полиции, которого Международный трибунал по бывшей Югославии (МТБЮ) признал виновным в совершении преступлений против человечества и нарушении законов войны в лагере Лука в городе Брчко во время боснийской войны. Елисич называл себя «Сербским Адольфом» и признал, что его «мотивация и цель заключались в том, чтобы убивать мусульман».

## Ранняя жизнь
Елисич родился в 1968 году в Биелине, городе в Югославии. Мусульмане составляли 40% населения города. Мать Елисича работала, поэтому воспитанием в основном занималась бабушка. У него было много друзей сербов и мусульман. До боснийской войны он работал на ферме и увлекался рыбалкой. Во время судебного разбирательства члены его рыболовных групп выступили в качестве свидетелей со стороны защиты.

## Война
Елисич был приговорён к тюремному заключению за мошенничество с чеками. В феврале 1992 года с целью получения досрочного освобождения он присоединился к полиции Республики Сербской. В мае его отправили в полицейский участок города Брчко.
Во время боснийской войны Елисич командовал концлагерем Лука. Этот лагерь был одним из самых известных лагерей для военнопленных в Боснии. Он был расположен на самой важной магистрали недалеко от Брчко на севере Боснии, которая соединяла две части Республики Сербской.

## Суд

### Задержание
22 января 1998 года во время операции «Янтарная звезда» Елисич был задержан в Биелине оперативной группой «Рейзорбек» (англ. Task Force Razorback) — совместным подразделением Центрального разведывательного управления и Министерства обороны США. Это стало кульминацией многомесячной разведывательной «Операции Янтарный свет» подполковника Рика Франконы. Команду SEAL, которая произвела арест, возглавлял Райан Зинке. Квартира Елисича была окружена войсками США, и его взяли без происшествий. Этот захват был первым, осуществлённым американскими войсками против боснийского военного преступника (хотя американские силы служили резервом для нидерландских и британских войск в 1997 году). После поимки Елисич был доставлен на базу США в городе Тузла, взят под стражу специальным агентом Федерального бюро расследований и доставлен в город Гаага.
США сообщили, что операция была спланирована заранее. Она была проведена в то время как правозащитные группы требовали от администрации президента США Клинтона использование войск США для задержания некоторых из десятков военных преступников, все ещё находившихся на свободе.

### Обвинение
Елисич предстал перед судом по одному пункту обвинения в геноциде, шестнадцати пунктам обвинения в нарушении законов войны и пятнадцати пунктам обвинения в преступлениях против человечества в связи с его причастностью к бесчеловечному обращению и систематическим убийствам заключённых в лагере Лука, где он, как утверждается, каждый день «входил в главный ангар Луки, где содержалось большинство задержанных, отбирал задержанных для допроса, избивал их, а затем часто расстреливал». Конкретным примером такого рода утверждений является то, что Елисич забил до смерти пожилого мусульманина металлической трубой, лопатой и деревянной палкой. Свидетели утверждали, что Елисич хвастался тем, что "убивал по 20-30 заключённых мусульман ещё до завтрака".
Во время суда над Елисичем свидетели также рассказали о других его действиях во время войны. Старый друг Елисича, мусульманин, отметил, что Елисич дал деньги его жене, когда тот был в плену, чтобы помочь ей бежать за границу. Другой друг Елисича описал, как он таким же образом помог сбежать его сестре и её мужу. Многие другие представили аналогичные показания, заявляя о том, что Елисич помогал и защищал друзьей-мусульман и немусульман до и во время войны. В Биелине Елисич оплатил больничные расходы босняков.

### Приговор
В 1999 году Елисич признал себя виновным по обвинению в преступлениях против человечества и нарушении законов войны. Он был оправдан по обвинению в геноциде, поскольку суд посчитал, что обвинение не сумело доказать это вне всяких разумных сомнений. Он был приговорен к 40 годам лишения свободы. Тот же приговор был подтвержден апелляционной палатой. На тот момент это был самый суровый приговор, вынесенный Гаагой. Суд также предложил Елисичу пройти курс психиатрического лечения. В 2001 году обвинение потребовало повторного судебного разбирательства по снятому с Елисича обвинению в геноциде, но апелляционный суд оставил в силе его 40-летний приговор. 29 мая 2003 года Елисич был переведён в Италию для отбытия оставшейся части наказания с учётом срока, отбытого с момента его ареста в 1998 году.
Суд над Елисичем был необычным из-за большого количества сочувствующих ему свидетелей. Друзья, соседи и одноклассники, некоторые из которых были мусульманами, встали на его защиту. Адвокат отметил, что процесс был своеобразным, учитывая количество людей из пострадавшей группы, защищающих сербского военного преступника.
Суд над Елисичем считается важным, поскольку установил высокий стандарт для доказательств в деле о геноциде. Елисич также был известен тем, что был одним из трёх человек, признавшихся в своих преступлениях перед Гаагским трибуналом (по состоянию на 2004 год).

### Другие процессы
Елисич присутствовал на судебном процессе над Эсадом Ланджо, боснийским мусульманином, совершившим военные преступления против сербов в лагере Челебичи. Елисич был свидетелем защиты, отметив, что Ланджо помогал другим заключённым в тюрьме в Гааге.